# Dziekanów
Dziekanów – wieś w Polsce położona w województwie lubelskim, w powiecie hrubieszowskim, w gminie Hrubieszów.
| SIMC    | Nazwa           | Rodzaj    |
| ------- | --------------- | --------- |
| 0889189 | Dziekanów-Osada | część wsi |

Wierni Kościoła rzymskokatolickiego należą do parafii Matki Bożej Nieustającej Pomocy w Hrubieszowie.

## Demografia i administracja
W 1578 r. wzmiankowana jako Diakonów, nast. Dyakonów. Wieś starostwa hrubieszowskiego położona była w XVIII wieku w województwie bełskim. W latach 1918–1936 miejscowość była siedzibą gminy Dziekanów. W latach 1954–1972 wieś należała i była siedzibą władz gromady Dziekanów. W latach 1975–1998 miejscowość administracyjnie należała do województwa zamojskiego. 
Wieś stanowi sołectwo gminy Hrubieszów. Według Narodowego Spisu Powszechnego (III 2011 r.) liczyła 548 mieszkańców i była trzecią co do wielkości miejscowością gminy Hrubieszów.

## Historia
Dziekanów był stolicą Towarzystwa Rolniczego Hrubieszowskiego, fundacji o charakterze spółdzielczym założonej w 1816 roku przez Stanisława Staszica na ziemiach powiatu hrubieszowskiego. Własnością TRH były m.in. młyn i staw w Dziekanowie. Do dzisiejszych czasów we wsi zachowały się m.in. drewniany budynek – tak zwana zarządcówka, murowana kuźnia oraz grobowiec pierwszego prezesa Towarzystwa Rolniczego Hrubieszowskiego.
W Dziekanowie najpóźniej od XVIII w. znajdowała się cerkiew unicka Opieki Matki Bożej, w 1875 przemianowana na prawosławną, zaś w 1938 zburzona podczas akcji rewindykacyjno-polonizacyjnej. Na miejscu świątyni znajduje się obecnie biblioteka. Przy cerkwi znajdował się cmentarz, z którego przetrwał jedyny nagrobek. Ponadto we wsi znajduje się nekropolia użytkowana dawniej przez unitów, następnie prawosławnych, obecnie w rękach parafii rzymskokatolickiej. Kościół Matki Boskiej Anielskiej we wsi jest świątynią filialną parafii Najświętszej Maryi Panny Nieustającej Pomocy w Hrubieszowie.
Urodził się tu Włodzimierz Zygmunt Miszewski – polski inżynier, działacz Polskiej Partii Socjalistycznej, jeden z dowódców Gwardii Ludowej WRN. Poległ w powstaniu warszawskim.
W miejscowości był przystanek kolejowy Dziekanów.